# Чемпионат СССР по лёгкой атлетике в помещении 1977
Чемпионат СССР по лёгкой атлетике в помещении 1977 года прошёл 19—20 февраля в Минске в манеже Дворца лёгкой атлетики КБВО. Впервые в истории турнир прошёл в белорусской столице. К соревнованиям на общих основаниях помимо советских спортсменов были допущены иностранные атлеты из социалистических стран. На протяжении 2 дней были разыграны 25 комплектов медалей.
Чемпионат носил личный характер, командное первенство не разыгрывалось.
Гиана Романова одержала две победы на турнире, в беге на 1500 и 3000 метров.
В чемпионате принимала участие будущая рекордсменка мира на дистанциях 400 и 800 метров Ярмила Кратохвилова из Чехословакии. В 1977 году она ещё была далека от своих лучших результатов и финишировала второй в беге на 400 метров с результатом 53,5.

## Медалисты

### Мужчины
| Дисциплина         | Золото                                     | Золото     | Серебро                                | Серебро    | Бронза                                       | Бронза     |
| ------------------ | ------------------------------------------ | ---------- | -------------------------------------- | ---------- | -------------------------------------------- | ---------- |
| 60 м               | Николай Колесников Ленинград               | 6,68       | Валерий Борзов Украинская ССР Киев     | 6,70       | Александр Аксинин Ленинград                  | 6,76       |
| 400 м              | Мариан Генсицкий Польша                    | 47,8       | Владимир Носенко Белорусская ССР Минск | 48,2       | Павел Литовченко Москва                      | 48,4       |
| 800 м              | Владимир Пономарёв РСФСР Ростов-на-Дону    | 1.49,4     | Виктор Анохин РСФСР Уфа                | 1.49,5     | Анатолий Печерица Украинская ССР Севастополь | 1.50,0     |
| 1500 м             | Анатолий Мамонтов Молдавская ССР Кишинёв   | 3.46,2     | Янош Земен Венгрия                     | 3.46,6     | Евгений Копейкин РСФСР Краснодар             | 3.47,3     |
| 3000 м             | Анатолий Недыбалюк Украинская ССР Винница  | 8.06,6     | Николай Немцов РСФСР Воронеж           | 8.07,2     | Штефан Полак Чехословакия                    | 8.07,3     |
| 5000 м             | Валентин Зотов Белорусская ССР Минск       | 13.51,0    | Леонид Мосеев РСФСР Челябинск          | 13.53,4    | Арташес Микоян Армянская ССР Ереван          | 13.53,6    |
| 60 м с барьерами   | Вячеслав Кулебякин Ленинград               | 7,74       | Эдуард Переверзев Москва               | 7,78       | Вернер Беккер ГДР                            | 7,82       |
| Прыжок в высоту    | Александр Григорьев Белорусская ССР Минск  | 2,28 м     | Владимир Андреев РСФСР Куйбышев        | 2,24 м     | Станислав Молотилов РСФСР Московская область | 2,24 м     |
| Прыжок с шестом    | Владимир Трофименко Ленинград              | 5,50 м     | Юрий Исаков РСФСР Свердловск           | 5,30 м     | Алексей Дудка РСФСР Ростов-на-Дону           | 5,20 м     |
| Прыжок в длину     | Гжегож Цыбульский Польша                   | 7,84 м     | Иван Лобач Белорусская ССР Гродно      | 7,66 м     | Василий Галиней Украинская ССР Львов         | 7,64 м     |
| Тройной прыжок     | Яак Уудмяэ Эстонская ССР Тарту             | 16,72 м    | Анатолий Пискулин Ленинград            | 16,50 м    | Николай Соловей Украинская ССР Львов         | 16,45 м    |
| Толкание ядра      | Анатолий Ярош Украинская ССР Ворошиловград | 19,80 м    | Евгений Миронов Ленинград              | 19,26 м    | Римантас Плунге Литовская ССР Каунас         | 19,13 м    |
| Семиборье          | Константин Ахапкин Москва                  | 5540 очков | Валерий Качанов Молдавская ССР Кишинёв | 5517 очков | Владимир Ячменёв Белорусская ССР Минск       | 5386 очков |
| Ходьба на 10 000 м | Борис Яковлев Украинская ССР Киев          | 42.21,6    | Анатолий Соломин Украинская ССР Киев   | 42.22,6    | Пётр Поченчук Белорусская ССР Гродно         | 42.41,2    |

### Женщины
| Дисциплина       | Золото                                      | Золото    | Серебро                                      | Серебро    | Бронза                                   | Бронза     |
| ---------------- | ------------------------------------------- | --------- | -------------------------------------------- | ---------- | ---------------------------------------- | ---------- |
| 60 м             | Людмила Сторожкова Москва                   | 7,25      | Ольга Смирнова РСФСР Омск                    | 7,38       | Марина Сидорова Ленинград                | 7,40       |
| 400 м            | Марина Сидорова Ленинград                   | 53,5      | Ярмила Кратохвилова Чехословакия             | 53,7       | Наталья Соколова Москва                  | 54,6       |
| 800 м            | Светлана Стыркина Москва                    | 2.03,6    | Эльжбета Католик Польша                      | 2.04,1     | Надежда Мушта РСФСР Брянск               | 2.06,0     |
| 1500 м           | Гиана Романова РСФСР Чебоксары              | 4.17,7    | Екатерина Порывкина РСФСР Московская область | 4.21,8     | Наталья Кузнецова Ленинград              | 4.24,3     |
| 3000 м           | Гиана Романова РСФСР Чебоксары              | 9.03,6    | Ирина Бондарчук Ленинград                    | 9.06,7     | Светлана Ульмасова Узбекская ССР Андижан | 9.14,0     |
| 60 м с барьерами | Маргит Бартковяк ГДР                        | 8,32      | Татьяна Анисимова Ленинград                  | 8,34       | Любовь Никитенко Казахская ССР Алма-Ата  | 8,39       |
| Прыжок в высоту  | Татьяна Бойко Белорусская ССР Минск         | 1,89 м    | Татьяна Денисова РСФСР Орёл                  | 1,86 м     | Алла Федорчук Белорусская ССР Минск      | 1,86 м     |
| Прыжок в длину   | Татьяна Скачко Украинская ССР Ворошиловград | 6,60 м    | Джина Панаит Румыния                         | 6,57 м     | Ирина Тимофеева РСФСР Куйбышев           | 6,42 м     |
| Толкание ядра    | Светлана Крачевская Москва                  | 19,60 м   | Вера Цапкаленко Украинская ССР Одесса        | 19,59 м    | Тамара Буфетова Москва                   | 18,79 м    |
| Пятиборье        | Екатерина Смирнова РСФСР Рыбинск            | 4553 очка | Ольга Рукавишникова РСФСР Казань             | 4276 очков | Зоя Спасовходская Москва                 | 4215 очков |